# Iglesia de San Martín (El Brull)
La iglesia de San Martín, está situada en el centro de la población de El Brull en la comarca catalana de Osona (España).

## Historia
Fue posesión de los vizcondes de Osona-Cardona. En 1265 el vizconde Ramón de Cardona vendió la baronía del Brull al obispado de Vich.
Aparece documentada en el año 1018. A mediados del siglo XI se construyó un nuevo templo; fue consagrado por el obispo de Vich Guillem de Balsareny, alrededor del año 1064.

## El edificio
Su construcción románica es del siglo XI y se conserva bien exteriormente. Fue reformada por completo en 1588 aunque se respetó el ábside y la estructura exterior del templo. El ábside central es semicircular y está decorado con ventanas ciegas en series de tres, con arcuaciones y bandas lombardas. Su puerta original se conserva tapiada en la parte sur.
El interior es de nave única cubierta con bóveda de cañón construida con posterioridad y reforzada con arcos torales. El ábside tiene bóveda de cuarto de esfera, contaba con una cabecera con dos absidiolos a cada lado del ábside central, substituidos durante las reformas del siglo XVI por unas capillas cuadradas. Estaba decorado con pinturas murales del siglo XII, descubiertas en 1909 y trasladas en 1935 al Museo Episcopal de Vich. La temática de estas pinturas son el Génesis, la Redención y el Pantocrátor cercado por los tetramorfos.
El campanario y la puerta de poniente son del siglo XVIII, época en la que se realizó una nueva reforma del edificio. Las lesenas de la fachada principal fueron también recortadas para poder abrir una ventana en forma de óculo.